# ローズマリー・フォーサイス
ローズマリー・フォーサイス（Rosemary Forsyth、1943年7月6日 - ）は、カナダの女優。

## 出演作品
- NYPD BLUE 〜ニューヨーク市警15分署 シーズン12
- WITHOUT A TRACE/FBI 失踪者を追え! シーズン3
- WITHOUT A TRACE/FBI 失踪者を追え! シーズン1
- ゴースト・オブ・マーズ（尋問官）
- ER VII　緊急救命室 第7シーズン
- ガールズ・ガールズ
- デイライト（ロンドン夫人）
- ディスクロージャー
- 偽装殺人
- 私の彼は結婚詐欺師
- グラディエーター／怒りの爆走
- 原子力潜水艦浮上せず（ヴィッキー）
- 刑事コロンボ／構想の死角
- おかしなおかしなおかしな親父
- 灰色の秘密結社
- 海底都市
- ラスベガスの夜
- レモンのゆううつ
- 何がアリスに起ったか?
- テキサス
- 大将軍
- シェナンドー河（ジェニー・アンダーソン）